# Брагино (Свердловская область)
Брагино — упразднённый в 2017 году посёлок в Свердловской области, входивший в Артёмовский городской округ.

## Географическое положение
Поселок Брагино муниципального образования «Артёмовский городской округ» расположен в 15 километрах (по автодороге - в 18 километрах) к востоку-северо-востоку от города Артёмовский. В окрестностях посёлка расположено Брагинское болото, а в 2 километрах к юго-востоку от Травянское озеро.

## История посёлка
В начале XX века в деревне находилась деревянная часовня.
Областным законом от 11 апреля 2017 года посёлок был упразднён.

## Население
| 2010 |
| ---- |
| 0    |